# Stuorsavon
Stuorsavon, aktuell stavning Stuorsavvun, är en sjö i Arjeplogs kommun i Lappland och ingår i Skellefteälvens huvudavrinningsområde. Sjön har en area på 0,616 kvadratkilometer och ligger 475,2 meter över havet. Sjön avvattnas av vattendraget Skellefteälven.

## Delavrinningsområde
Stuorsavon ingår i det delavrinningsområde (738401-152228) som SMHI kallar för Utloppet av Stuorsavon. Medelhöjden är 558 meter över havet och ytan är 6,93 kvadratkilometer. Räknas de 39 avrinningsområdena uppströms in blir den ackumulerade arean 658,45 kvadratkilometer. Avrinningsområdets utflöde Skellefteälven mynnar i havet. Avrinningsområdet består mestadels av skog (87 procent). Avrinningsområdet har 0,79 kvadratkilometer vattenytor vilket ger det en sjöprocent på 11,4 procent.